# Leanne Wood
Leanne Wood (Llwynypia, 13 de desembre del 1971) és una política gal·lesa que exerceix el lideratge del Plaid Cymru o Partit Gal·lès.
Va néixer a Rhondda, al País de Gal·les i des del 2003 ha estat escollida representant de la regió central del Sud de Gal·les a l'Assemblea Nacional d'aquest país del Regne Unit, i des del 2016 ho és per la circumscripció de Rhondda. Va ser escollida líder del Plaid Cymru el 15 de març del 2012. Leanne Wood, socialista, republicana i independentista, és la primera dona líder del partit i la primera persona a exercir el lideratge sense parlar amb fluïdesa el gal·lès.